# Meioneta palustris
Meioneta palustris är en spindelart som beskrevs av Li och Zhu 1995. Meioneta palustris ingår i släktet Meioneta och familjen täckvävarspindlar. Inga underarter finns listade i Catalogue of Life.